# Уничтожение чеченской авиации
Уничтожение чеченской авиации — боевой эпизод накануне начала Первой чеченской войны. В ходе авиаудара по чеченским военным аэродромам российской авиацией была полностью уничтожена авиация Чеченской республики Ичкерия. Штабы ВВС и ПВО России отказались подтвердить[когда?][уточнить] факты налётов.

## Предыстория
С 1993 года Российская Федерация начала оказывать военную поддержку чеченским силам, оппозиционным правительству Джохара Дудаева. Весной 1994 года Дудаев завершал полную программу подготовки к войне с Россией. Начальник Главного штаба вооружённых сил Чеченской Республики Ичкерии Аслан Масхадов подготовил план действий вооруженных сил в угрожаемый период и при осложнении обстановки. План был утверждён Дудаевым и согласован с начальником департамента государственной безопасности Чечни Султаном Гелисхановым. Как бывший командир дивизии и лётчик высокого класса, генерал Дудаев понимал, что удары авиации по России могут иметь, несомненно, большое психологическое и фактическое значение.
В сентябре 1994 года Дудаевым был подписан план «Лассо»:

В целях качественного выполнения плана „Лассо“, предусматривающего нанесение авиационных ударов по важным государственным и военным объектам инфраструктуры противника, с выводом из строя которых связан ход и исход боевых действий в регионе, приказываю:
1. Главному штабу ВС ЧРИ разработать график распределения стратегических объектов противника для ударов штурмовой авиации ЧРИ с указанием носителей вооружения, средств поражения, исполнителей боевых задач и сигналов боевой готовности летных экипажей.
2. Завести на заданные объекты противника формализованные дела и осуществлять постоянный контроль за их повседневной деятельностью.
3. По моему сигналу начальнику Главного штаба ВС ЧРИ обеспечить незамедлительную доставку ко мне пакетов „Кинжал“ и „Озон“, дел объектов и указанных мною должностных лиц для получения задач после дооформления боевых распоряжений. Срок разработки необходимых формализованных документов по плану „Лассо“ — к исходу 20 сентября 1994 г.
Контроль за исполнением данного приказа возлагаю на начальника Главного штаба ВС ЧРИ.
Главнокомандующий вооруженными силами Чеченской Республики Ичкерия генерал Д. Дудаев.
Приписка:
Масхадову.
1. Эти документы предоставлять в отдельной папке под „грифом“.
2. Задачу сформулировать для всех лётчиков.

Дудаев

С 30 сентября 1994 года военные объекты Чечни подвергались налётам штурмовиков Су-25 и вертолётов Ми-24 без опознавательных знаков. Российские военные ведомства категорически отрицали принадлежность этих летательных аппаратов к российским вооружённым силам.

## Силы сторон

### Авиация Чеченской республики Ичкерия

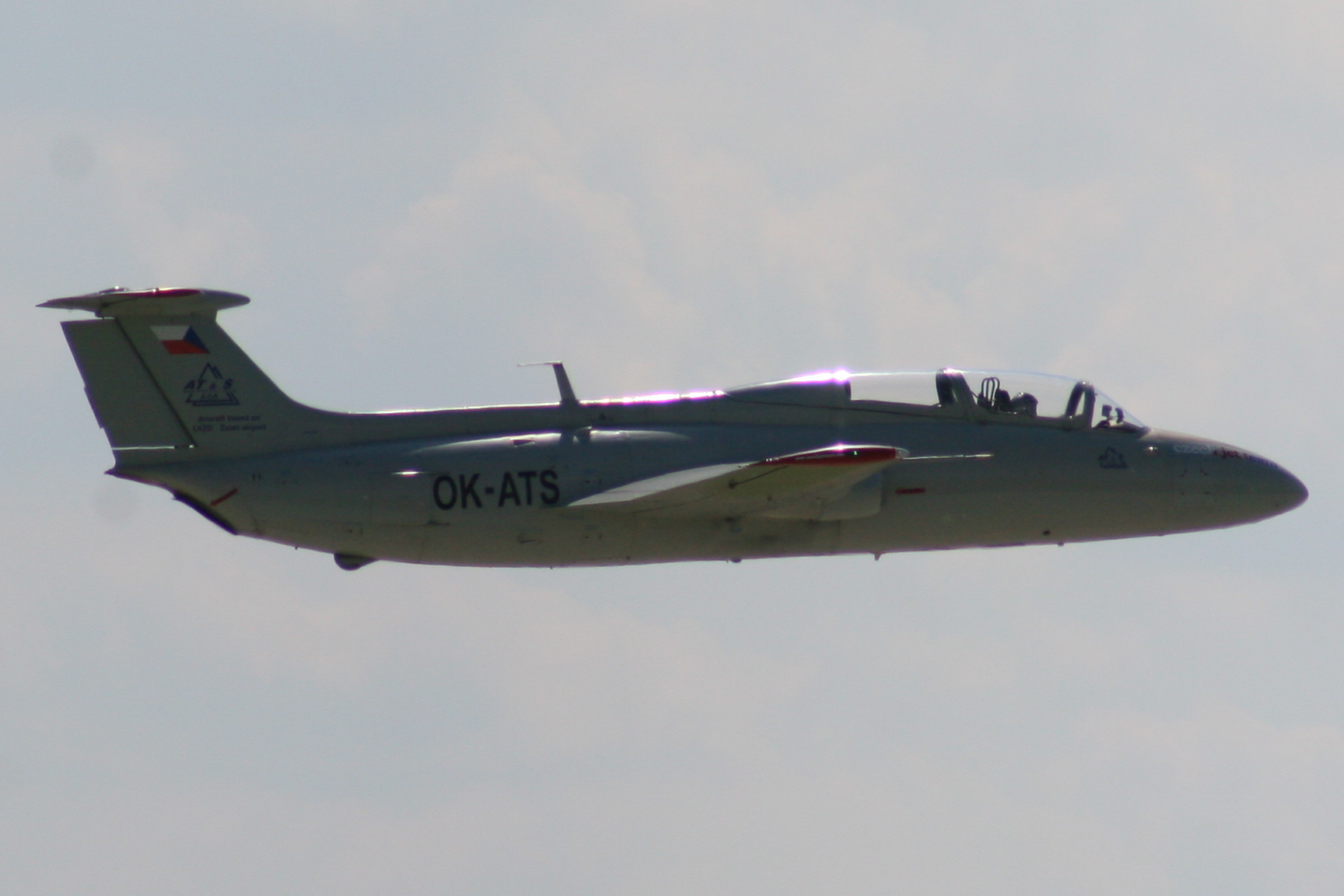
Учебно-боевой Л-29 «Дельфин»

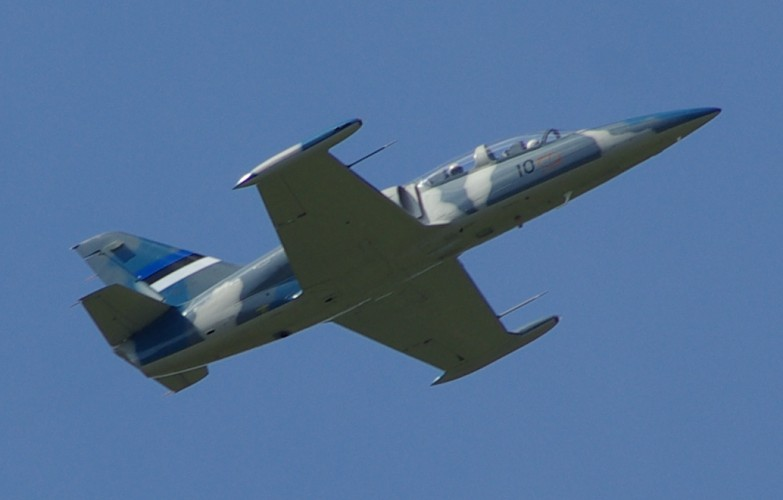
Учебно-боевой Л-39 «Альбатрос»

Ещё в 1992 году Дудаев планировал сформировать боевую, учебную и транспортную эскадрильи. Но к 1994 году была сформирована только одна боевая эскадрилья на самолётах Л-29 и Л-39. Лётный состав включал в себя 41 пилота. Авиационный парк имел летательные аппараты, входившие прежде в учебный авиаполк Армавирского лётного училища. Учебно-боевые самолёты Л-29 «Дельфин» и Л-39 «Альбатрос» способны нести неуправляемые реактивные снаряды или две 100 килограммовые бомбы. Ранее Грозненскому аэроклубу ДОСААФ были приданы учебные истребители МИГ-15 и МИГ-17, имелось несколько транспортных самолётов АН-2 и вертолёты Ми-8.
Всего на авиабазе «Калиновская» Армавирским военно-авиационным училищем было оставлено 39 УТС Л-39, 80 УТС Л-29, 3 истребителя МиГ-17, 2 -МиГ-15УТИ, 6 самолетов Ан-2 и 2 вертолета Ми-8. На базе «Ханкала» осталось 72 УТС Л-39 и 69 Л-29. Все УТС были оборудованы держателями для подвески двух блоков НУРС УБ-16 по 16 ракет в каждом. В принципе, чеченские ВВС могли вести наступательные действия и наносить ракетно-бомбовые удары на сотни километров от своих границ. По данным федеральной разведки, в распоряжении Д. Дудаева находилось более 250 самолетов различного класса и назначения, которые могли быть использованы в качестве бомбардировочной авиации. Это были самолеты ДОСААФ, авиации ПВО, «Аэрофлота», присвоенные дудаевским режимом. К ноябрю 1994 г. из указанного количества чеченских самолетов в боеспособном состоянии находились не более 40 %, или около 100 машин. Остальные машины использовались в качестве источника запчастей или были неисправны.
Опознавательные знаки чеченских ВВС в виде герба Чеченской республики Ичкерия, нанесённом поверх красной звёзды с укороченными лучами, были нанесены только на некоторых «Дельфинах» и «Альбатросах». На остальных самолётах чеченской авиации сохранялись советские опознавательные знаки.
По словам главкома ВВС России Петра Дейнекина:

«Начали мы в конце ноября минувшего [1994] года. Воздушная разведка доложила: на дудаевских аэропортах сосредоточено более 200 самолетов, и транспортных и учебно-боевых, готовых подвесить боеприпасы. Речь шла о 100-кг бомбах и неуправляемых реактивных снарядах. Были и вертолеты, а также личный президентский Ту-134. Мы установили: существуют планы бомбардировок российских городов. Экипажи были назначены по группам, каждый знал свой маршрут, по каким целям действовать»
Наличие и подготовка чеченского летного состава оставляла желать много лучшего. На 251 самолет имелся всего 41 подготовленный лётчик, причем состав их был разнороден: большинство из них, предположительно, были либо призванными из запаса, либо пилотами гражданской авиации, либо лётчиками, прошедшими начальную лётную подготовку. Поэтому в рамках строительства своих вооруженных сил Д. Дудаев на бывшей базе Армавирского училища вёл подготовку еще около сотни пилотов. Кроме того, около 40 человек для обучения лётному делу были отправлены в Турцию. Но кроме чеченских лётчиков, в Грозном находилась группа опытных пилотов — наёмников из 10 бывших офицеров Советских ВВС, съехавшихся в Чечню из различных стран СНГ. Именно они 6 сентября 1994 года на военном параде в честь Дня Независимости в чётком строю провели над центром Грозного эскадрилью «Альбатросов».
Начальник авиационного училища лётчиков и техников ВВС Чечни 24 марта получил предварительное боевое распоряжение подготовить к боевым вылетам лётные экипажи: два самолёта Л-29 и два Л-39. На аэродроме «Калиновская» было организовано боевое дежурство, завод по переработке нефтепродуктов получил указания поставлять бесперебойно ГСМ. Сведения о готовности лётных экипажей, технического персонала и авиационной техники к боевым действиям были представлены в главный штаб ВС ЧРИ к 10:00 26 марта 1994 года.
Чеченцы изучали опыт Швеции, Швейцарии, Германии и других стран по использованию в качестве взлетно-посадочной полосы прямолинейных участков шоссе с твёрдым покрытием, для чего велась их активная подготовка. Придавалось значение и восстановлению самолётного парка.
ПВО чеченских авиабаз насчитывала 10 ЗРК «Стрела-10», 23 зенитные артиллерийские установки различных типов и 7 ПЗРК «Игла-1». На вооружении чеченцев имелось также достаточное количество ПЗРК «Стрела-2» и «Стингер», которые, очевидно, были куплены уже после 1992 г. По некоторым сведениям, «Стингеры» находились в руках арабских и афганских наемников, воевавших на стороне Д. Дудаева.

### Группировка российских ВВС

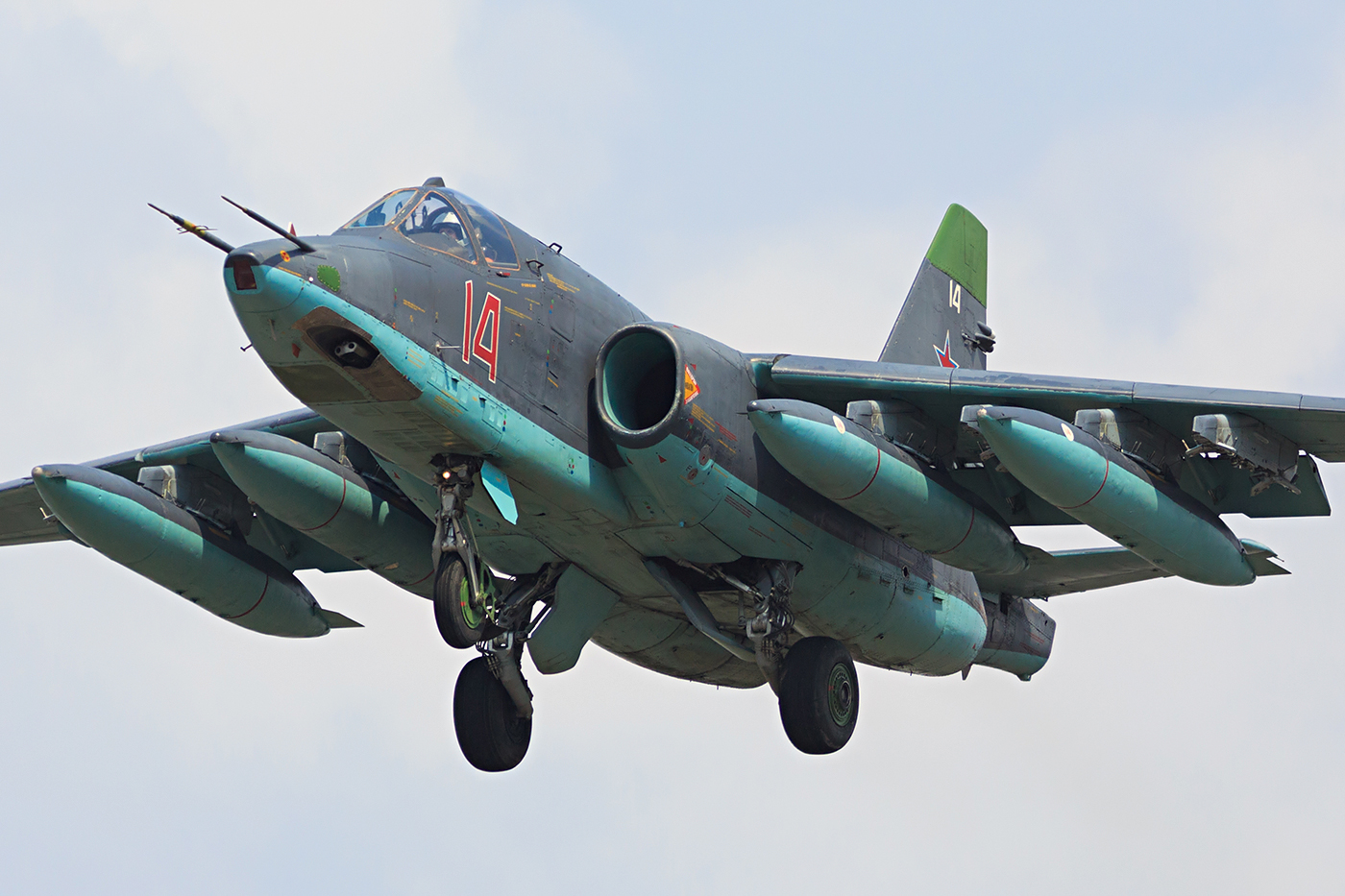
Штурмовик Су-25 ВВС России

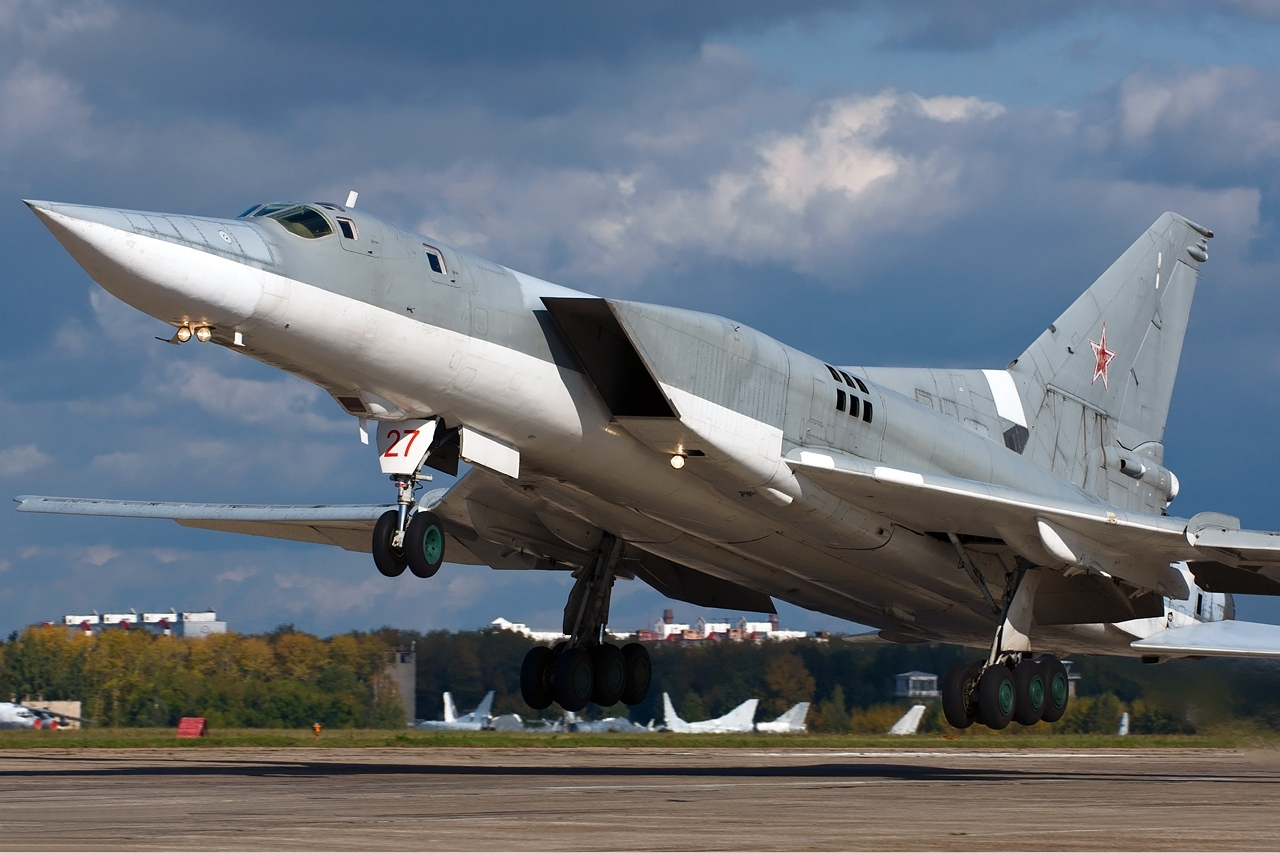
Дальний бомбардировщик Ту-22М3 ВВС России

Для выполнения задач в ходе операции была создана группировка ВВС, основу которой составила фронтовая авиация из состава 4 Воздушной Армии с привлечением части сил 16 ВА, а также подразделений 4-го Центра Боевой Подготовки и Переподготовки летного состава, 929 Главного Летного Испытательного Центра и 802 Учебного авиаполка. Вся созданная группировка была сосредоточена на 19 аэродромах. Расположение аэродромов в районе боевых действий имело характерную особенность, которая заключалась в том, что аэродромы Моздок и Беслан расположены на удалении 100—110 км от г. Грозный, аэродром Будённовск — на удалении 220 км, остальные — на расстоянии 600—700 км. Всего с российской стороны привлекалось 515 самолетов, в том числе 274 — фронтовой авиации: 72 Су-24 (21 — аэр. Морозовск, 22 — аэр. Ейск, 12 — аэр. Краснодар, 18 — аэр. Мариновка); 85 Су-25 (26 — аэр. Бутурлиновка, 8 — аэр. Моздок, 37 — аэр. Будённовск, 6 — аэр. Краснодар, 4 — аэр. Ахтубинск, 4 — аэр. Липецк); 49 МиГ-29 (7 — аэр. Зерноград, 21 — аэр. Приморско-Ахтарск); 33 СУ-24мр (12 — аэр. Мариновка, 12 — аэр. Шаталово, 7 — аэр. Будённовск, 2 — аэр. Моздок); 35 МиГ-25рб (аэр. Шаталово). От Дальней авиации были привлечены три авиаполка, вооруженные самолетами Ту-22мЗ: 840 ТБАП (аэр. Сольцы, 6 машин), 52 ТБАП (аэр. Шайковка, 4 машины), 326 ТБАД (аэр. Белая), 1225 ТБАП 31 ТБАД (4 машины). В трехчасовой готовности к вылету находились от 12 до 21 самолета с экипажами. Для выполнения боевых задач привлекались всего 14 машин, которые летали в основном с оперативного аэродрома Энгельс.

## Авиаудары по чеченским аэродромам
Первыми самолётами, которые приступили к действиям, были фронтовые разведчики Су-24МР, обеспечившие в конце ноября воздушную разведку чеченских аэродромов и других военных объектов. С них велась аэрофотосъёмка основных объектов. Хотя чеченская авиация располагала только возможностями по применению неуправляемого оружия, она представляла угрозу для авиабаз, военных объектов, а также федеральных войск при выдвижении в заданные районы. Было принято решение нанести упреждающий удар по чеченским аэродромам с целью уничтожения авиационной группировки Дудаева на земле.
Первый удар был нанесен штурмовиками Су-25 рано утром 1 декабря 1994 г. по аэродромам Калиновская и Ханкала, где базировались боевые чеченские самолёты. Атака производилась с применением НУРС и авиационных бомб. В результате налёта была уничтожена на земле вся боевая авиация Дудаева. Чеченская ПВО аэродромов была застигнута врасплох благодаря эффекту внезапности, не было потеряно ни одного из атакующих самолетов. По сообщениям дудаевцев, был сбит один штурмовик в районе Черноречья (бывший посёлок городского типа, ныне микрорайон города Грозный), однако федеральные СМИ полностью отвергают это утверждение.
Во второй половине дня был подвергнут налёту и аэродром Грозный-Северный. Здесь российские бомбы накрыли около десятка Ан-2, 6 Ту-134, в том числе и личный самолет Д. Дудаева, 3 Ми-8 (в разных источниках от 2 до 4) и 1 Ту-154. При этом летчики бомбили так, чтобы для ремонта взлетных полос требовалось минимальное время. Всего же на этом этапе было уничтожено и повреждено 177 самолетов, разрушено 4 хранилища с боеприпасами и вооружением. Дальняя авиация 8 Ту-22м3 с применением светящихся бомб выполняли подсветку района боевых действий. Здания аэровокзального комплекса и аэродромное оборудование получили минимальные повреждения. На этот раз по атакующим самолётам велся сильный зенитный огонь, но не было потеряно ни одной машины.
Дальняя авиация за 46 самолёто-вылетов, произведённых в начале декабря, нанесла удары по аэродромам, районам сосредоточения живой силы и техники. При этом самолётами дальней авиации было уничтожено и повреждено 89 самолетов, 89 единиц бронетанковой техники (6 танков, 4 ЗСУ, 12 БТР, 65 автомобилей), уничтожено 12 складов с боеприпасами и вооружением. Силами фронтовой авиации было выполнено 198 самолето-вылетов, в том числе 71 самолёто-вылет на нанесение бомбово-штурмовых ударов.
Генерал Трошев писал в своих мемуарах об этой операции: 
«Специально предназначенная для ликвидации банд-формирований авиационная группировка размещалась на нескольких аэродромах. Еще до того, как войска начали выдвижение на территорию Чечни, наши летчики нанесли бомбо-штурмовые удары по четырем аэродромам (Ханкала, Калиновская, Грозный-Северный и Катаяма). Было уничтожено 130 самолетов и 4 вертолета, склад ГСМ, антенное поле, в результате ни один самолет чеченских ВВС так и не поднялся в воздух.»

## Итоги операции
Нейтрализация чеченской авиации фактически еще до начала активных боевых действий стала первым и наибольшим успехом российской авиации за всю первую чеченскую войну. В ходе операции по уничтожению чеченской авиации, по разным данным, было уничтожено от 130 до 177 самолётов, от 2 до 4 вертолётов, склад ГСМ. Российские ВВС не потеряли в ходе операции ни одного самолёта, ни один чеченский самолёт не смог подняться в воздух.

Однако, по утверждению жены Д. Дудаева, Аллы Дудаевой, отдельные чеченские самолёты всё-таки смогли взлететь:
«30 сентября российские вертолёты разбомбили гражданский аэропорт Северный, затем учебные самолёты в Калиновском аэропорту в Наурском районе. Вся наша небольшая авиация была уничтожена. Российские СМИ передали на весь мир, что уничтожены все боевые самолёты, боевая техника и вооружение Дудаева. Но остался один самодельный самолётик, стоявший во дворе у местного сельчанина, изобретателя-самородка. В мирное время, когда в горах отбивались от стада коровы, соседи приходили к нему с просьбой слетать на поиски. Сейчас он летал в разведку на границу, отмечая по карте передвижение российских танковых колонн, которые всё прибывали и прибывали. Казалось, что вся Россия состоит из лязгающих танков. Этот самодельный самолётик очень скоро был сбит, погиб и его изобретатель…
… Старый „кукурузник“ (Ан-2), находящийся в ремонте и поэтому чудом уцелевший после уничтожения учебного Калиновского центра, после первой бомбежки отчаянно взмыл над горящими домами навстречу армаде бомбардировщиков и был показательно расстрелян в воздухе на взлёте. Российские летчики просто забавлялись, расстреливая его, они ведь ничем не рисковали.»
Главкому ВВС России Петру Дейнекину Джохар Дудаев отправил телеграмму:
«Поздравляю руководство ВВС России с достижением господства в небе Ичкерии. Встретимся на земле».
Существует также мнение, что эта акция скорее носила пропагандистский, чем реальный боевой характер, так как реально чеченские учебно-боевые штурмовики не могли нанести серьезного урона российским подразделениям в условиях горной местности.